# سگ کانگال

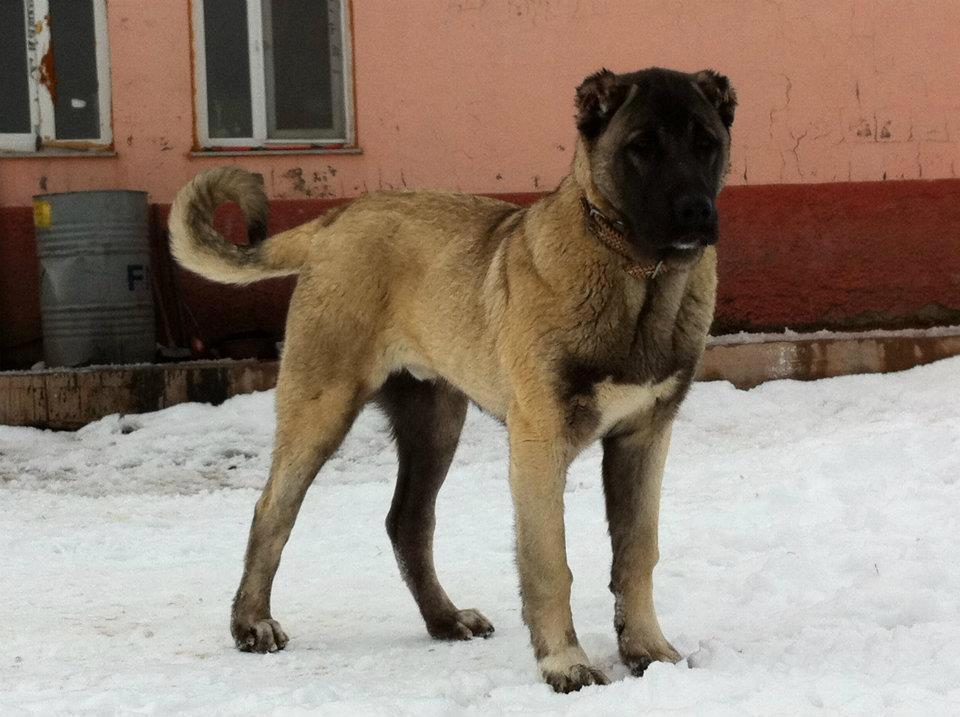
سگ گله از نژاد کانگال

کانگال یک نژاد سگ نگهبان دام که خاستگاهش استان سیواس، شهر کانگال در کشور ترکیه است. سگ گنگال بزرگ اندام و از نوع ماستیف است. سگ‌های کانگال از یک پوشش مایل به زرد و پوزه سیاه برخوردار هستند. از جثه بزرگ و استخوان بندی قوی برخوردار است و به شدت نترس و شجاع می‌باشد. این سگ از نژاد اصیل است و یک کانگال اصیل به راحتی از کانگال دورگه قابل شناسایی است؛ و پوشش مایل به زرد دارند این سگ شباهت هایی با سگ سرابی دارد.

## تاریخچه نژاد سگکانگال
نژاد سگ کانگال، که به نام سگ چوپان ترکی نیز شناخته می‌شود، از نژادهای بسیار قدیمی سگ است که بومی منطقه سیواس در ترکیه است. این نژاد برای محافظت از گله‌ها در برابر حیوانات درنده مانند گرگ و خرس پرورش یافته است. کانگال‌ سگ‌هایی بزرگ، قدرتمند و با وفاداری بالا هستند که می‌توانند در شرایط سخت آب و هوایی به خوبی کار کنند.این نژاد به خاطر قدرت، شجاعت و حس حفاظتی قوی‌اش معروف است. کانگال‌ها دارای جثه‌ای بزرگ و ساختاری محکم هستند، با پوشش مویی که معمولاً به رنگ‌های خاکستری تا قهوه‌ای و با نقاب سیاه روی صورت می‌باشد. این سگ‌ها برای داشتن استقلال و هوش بالا شناخته شده‌اند، اما نیاز به آموزش و راهنمایی مناسب دارند تا بتوانند به خوبی در جامعه انسانی سازگار شوند.کانگال‌ در ترکیه و سراسر جهان به عنوان یکی از بهترین نژادهای سگ نگهبان شناخته شده‌اند و به تدریج جایگاه خود را به عنوان حیوانات خانگی محبوب و محافظان قابل اعتماد برای خانواده‌ها و مزارع پیدا کرده‌اند.

## خصوصیات ظاهری

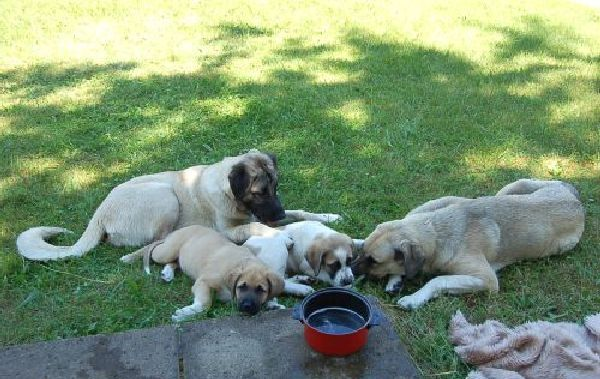
سگ های کانگال

از خصوصیات ظاهری آن می‌توان به بدن تراشیده و خشک، پوزه و سر بزرگ و به رنگ مشکی و گوش‌های افتاده اشاره کرد. این نژاد اغلب در دو رنگ زرد و خاکستری بعضاً با رگه‌های سیاه دیده می‌شود.
میانگین قدی این نژاد در نرها بین ٧٠ تا ٨٠ سانتی‌متر و در ماده آن بین ۶٣ تا ٧۵ سانتی‌متر است. میانگین وزنی این نژاد در نرها بین ۴٨ تا ۶٠ کیلوگرم و در ماده آن بین ۴٠ تا ۵٠ کیلوگرم متغیر است.  از ویژگی‌های بارز آن می‌توان به اعتماد به نفس بالا در برخورد با سگ‌سانان دیگر اشاره کرد. با اینکه کانگال یک ماستیف است، ولی در برابر برخی ماستیف‌ها وزن سبک تری دارد و با وزن کمتر از چالاکی بیشتری برخوردار است. در این سگ اضافه وزن دیده نمی‌شود.
برای بهره‌وری کامل از ویژگیها، این نژاد نیازمند تربیت درست و اصولی می‌باشد. از کانگال به عنوان نگهبان و سگ گله استفاده می‌شود و نمی‌توان آن را در محیط آپارتمانی نگهداری کرد.
کانگال خصوصیت حمله به هر تهدیدی را دارد از همین رو نباید قلاده آنرا در محیط‌های پر رفت‌وآمد باز گذاشت؛ ولی با تربیت درست تهدیدی برای مردم به حساب نمی‌آید.
این سگ به گفته مربیان برای مبارزه به وجود آمده است.

## نگارخانه

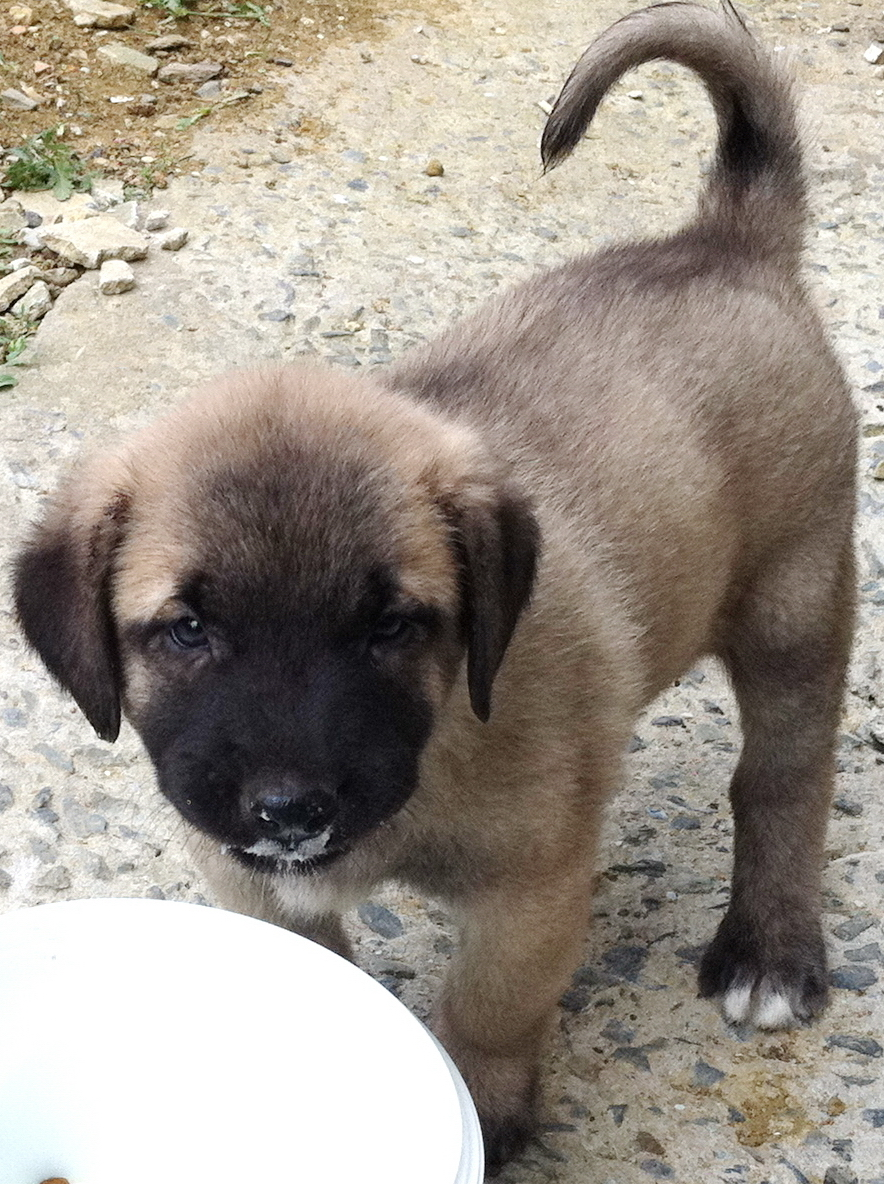
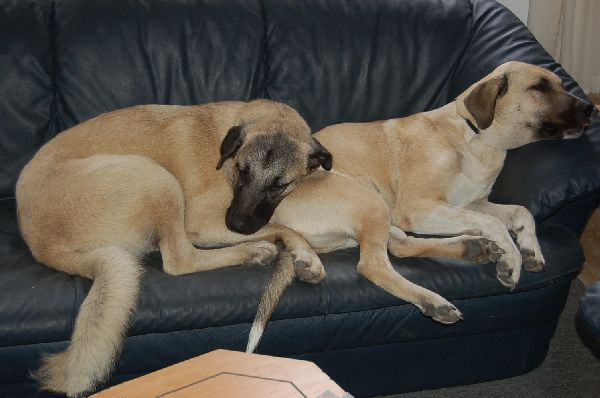
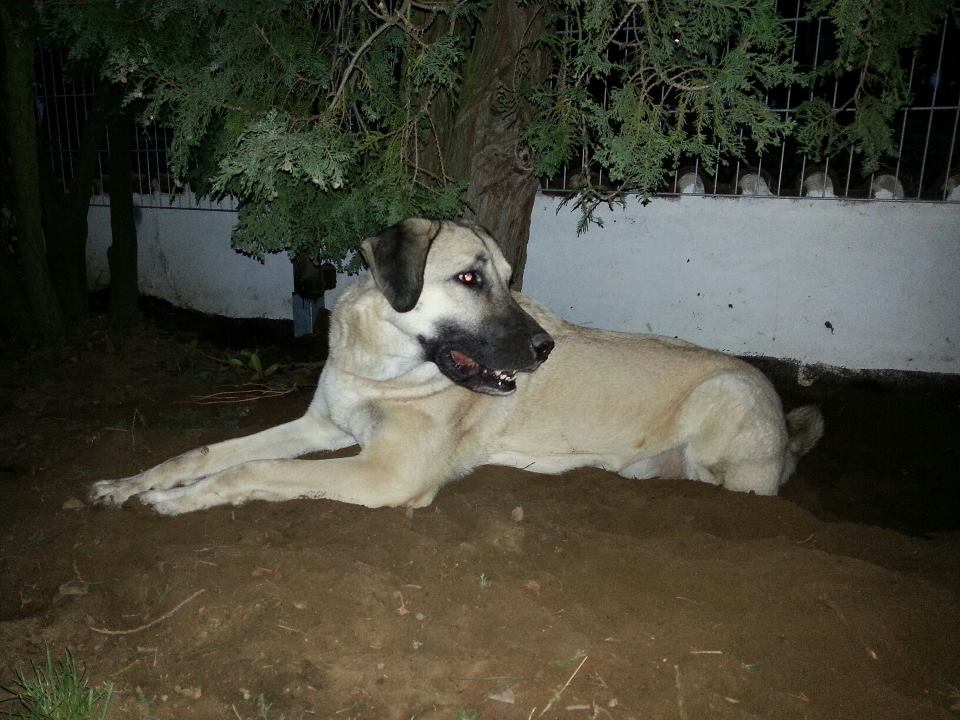